# 鶴洞駅 (広州市)
鶴洞駅（かくどうえき）は、中華人民共和国広東省広州市茘湾区鶴洞路と鶴園路の交差点に位置する広仏地下鉄（広仏線）の駅。

## 歴史
- 2015年12月28日：開業[1]。

## 駅構造
島式ホーム1面2線を有する地下駅。

### のりば
| 番線 | 路線     | 行先                |
| ---- | -------- | ------------------- |
| 1    | ■ 広仏線 | 瀝滘方面            |
| 2    | ■ 広仏線 | 仏山市街 新城東方面 |

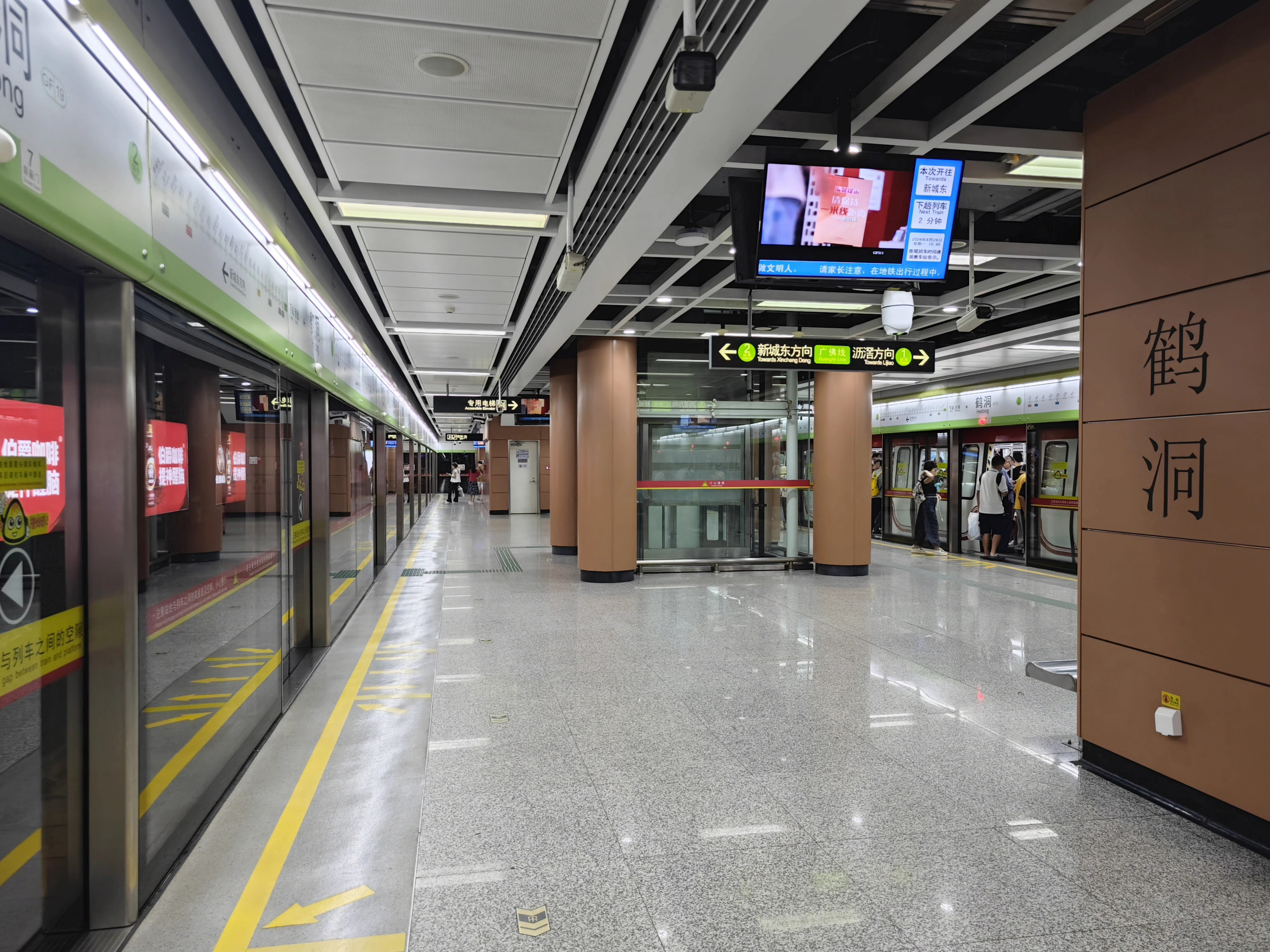
ホーム
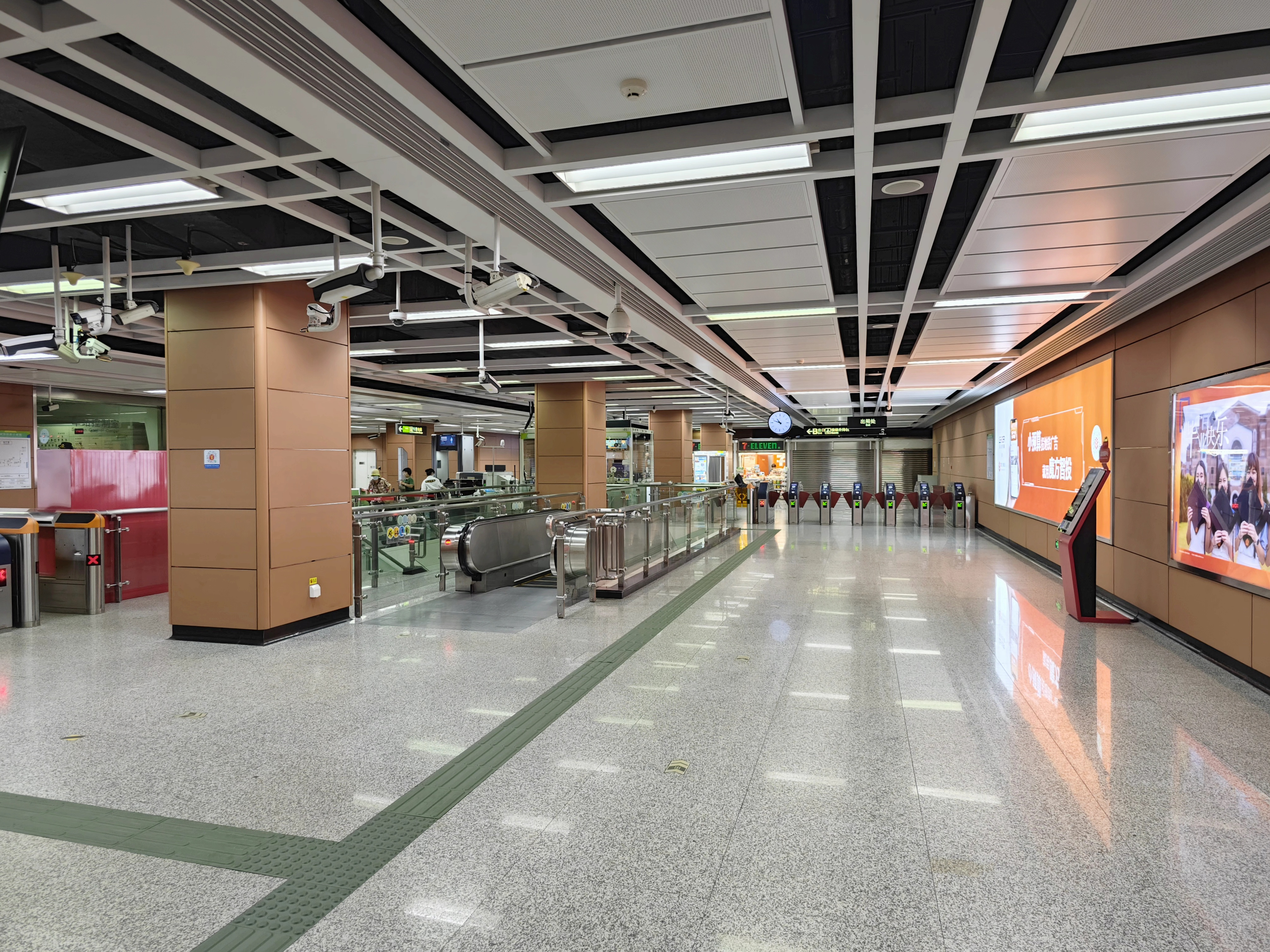
コンコース

## 駅周辺
- 広鋼観鶴小区
- 鶴園ビル
- 保利・雅郡

## 隣の駅
広州地下鉄
■ 広仏線
西塱駅 GF18 - 鶴洞駅 GF19 - 沙涌駅 GF20